# I Corsari: la vendetta del fantasma

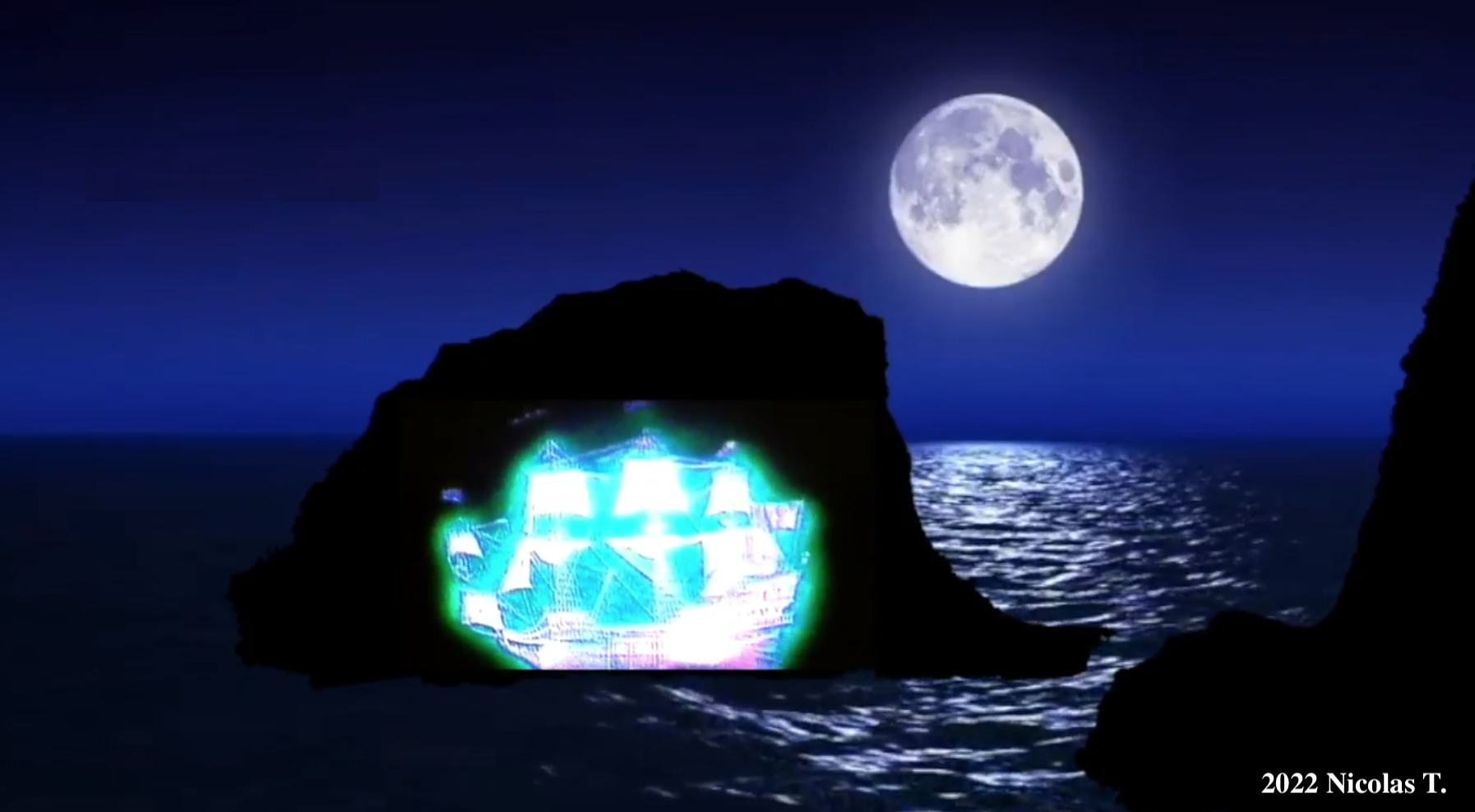
Ricostruzione della proiezione che avveniva nella mastodontica scena della battaglia. Il vascello fantasma appariva su una grande roccia, in mezzo a un mare, illuminato dalla Luna. Il materiale originale riguardante la proiezione è un Lost Media, è ad oggi andato perduto.

I Corsari: la vendetta del fantasma è stata un'attrazione dark ride a tema piratesco nel parco divertimenti italiano Gardaland.
Aperta il 19 luglio 1992 come I Corsari, venne successivamente aggiornata con una nuova trama nel 2018, anno in cui venne rinominata in appunto "I Corsari: la vendetta del fantasma".
L'attrazione, ideata e progettata da Richard Crane, uno dei più importanti progettisti di attrazioni per parchi divertimento dell'epoca, era situata sottoterra con accesso in una riproduzione fedele di un galeone in scala 1:2. Posizionata nell'area tematica del parco dedicata al mondo dei pirati, il Villaggio Tudor, conteneva scenografie curate da Claudio Mazzoli.
L'attrazione ebbe grande successo e grazie al suo elevato standard qualitativo venne più volte paragonata alle grandi dark ride Disney come Pirati dei Caraibi, presente in molti Disneyland del mondo.
Dal 1º agosto 2022 l'attrazione non fu disponibile per lavori straordinari, conclusisi la stagione seguente, dopo un periodo di manutenzione.
Nel dicembre 2023 iniziarono a circolare voci circa la chiusura dell’attrazione per fare spazio alla novità 2025, anno del cinquantesimo anniversario del parco. Tali voci furono confermate il 18 luglio 2024, quando il parco annunciò ufficialmente che dal 18 agosto successivo I Corsari avrebbero chiuso fino al completamento dei lavori di rinnovamento, che avrebbero portato, l'anno successivo, all'inaugurazione di una nuova attrazione.
Nel 2025, per i 50 anni del parco, è stata inaugurata al suo posto Animal Treasure Island.

## Storia
Nel 1987 la dirigenza del parco Gardaland decide di progettare una grande dark ride con annessa un'area a tema. La progettazione viene affidata in modo separato alla Mazzoli Enterprise di Claudio Mazzoli, scenografo che aveva lavorato sia nei parchi Disney sia in quelli Universal, approdato a Gardaland pochi anni prima.
Dopo un anno nel quale il team Mazzoli creò numerosi bozzetti, il parco decise di commissionare la grande opera allo statunitense Richard Crane, in quanto Claudio Mazzoli decise di concentrarsi sulla futura apertura del primo parco Disney Europeo, Eurodisney. 
Richard Crane progettò l'attrazione e la sua trama, ma si appoggiò allo stesso Claudio Mazzoli per la scenografia e gli animatronici (fonte?). Alla costruzione dell'attrazione parteciparono più di 30 aziende provenienti da tutto il mondo. All'azienda elvetica Intamin venne affidata la costruzione del sistema di trasporto su canale.
Nel 1988 iniziarono i lavori, che terminarono quattro anni dopo. A causa della difficile posizione sotterranea dell'attrazione causò ritardi durante la costruzione, dovuta anche a un terreno estremamente drenante. Nel 1991 venne inaugurato il villaggio Tudor villaggio con scenografia ispirata ai villaggi inglesi del Settecento e il vascello che ospiterà l'accesso all'attrazione. L'anno successivo venne inaugurata l'attrazione stessa.
L'attrazione ospitò diversi effetti speciali estremamente all'avanguardia, che furono eliminati negli anni successivi, a causa di tecnologie ancora all'epoca sperimentali, al difficile mantenimento e all'irreperibilità dei materiali. I Corsari fu una delle prime attrazioni ad ospitare proiezioni lungo il percorso, riprodotte attraverso lettori Lasermax e proiettate attraverso i primi costosissimi proiettori LCD. Negli stessi anni, Disney sulle proprie attrazioni utilizzava ancora tecnologia a pellicola. Degna di nota fu la spettacolare ed innovativa per l'epoca scena della battaglia, dove un vascello fantasma appariva tra la nebbia attraverso una retroproiezione di 10x5 metri, incominciando ad attaccare un forte spagnolo, tra effetti di cannonate, il sibilìo del vento e bombe d'acqua. 
Negli anni seguenti l'attrazione subì diversi cambiamenti, nel 1998 l'attrazione venne aggiornata da parte della Mazzoli Production che, lasciando invariata la trama, sostituì il meccanismo di alcuni animatronici e aggiunse un veliero fisico nella sopra citata scena della battaglia, scelta obbligata a causa del deterioramento del materiale che veniva utilizzato per la proiezione. Negli anni successivi, progressivamente fino al 2003, le proiezioni scomparvero. 
Nel periodo 2008-2009 l'attrazione venne resa non operativa per alcuni mesi, per permettere la re-impermeabilizzazione della piscina esterna dove prende luogo il galeone d'accesso e per la costruzione di un negozio souvenir nella stazione d'imbarco. Nel triennio successivo vennero progressivamente sostituiti o riparati l'impianto luci, animatronici e ripristinato l'effetto nebbia in alcune scene.
Nel 2017 Gardaland decise di eseguire un profondo restyling dell'attrazione con un cambio di trama rilevanti. Nel 2018 l'attrazione riaprì come "I Corsari: la vendetta del fantasma". La trama venne revisionata introducendo la figura di un pirata fantasma che perseguita i visitatori lungo il percorso. Vennero aggiunte nuove proiezioni 3D Mapping, oltre il ripristino nei luoghi ospitanti negli anni 90 di nuove proiezioni. 

## Trama

### Trama originale
La trama originale vedeva la figura di Jason Montague, pirata fantasma che, aiutato dalla sua ciurma, cercava di attaccare i visitatori in differenti modalità. Convinto che gli ospiti fossero arrivati sull'isola per rubare il loro tesoro cercava di impedire il proseguimento del viaggio, sparando, facendo cadere cannoni, casse, fino a prendere le sembianze di una mostruosa creatura marina. Fallito anche questo tentativo il pirata tentava l'ultimo attacco, apparendo con il suo vascello fantasma e iniziando a sparare colpi di cannone. Riusciva così a far affondare la barca dei visitatori. Lungo tutto il percorso però, gli ospiti, erano aiutati da Honorata e il Corsaro Nero, che apparivano (attraverso proiezioni) nei luoghi in cui Jason tentava i suoi attacchi. La coppia appariva infatti sul retro di una nave spezzata, in cui stavano per cadere un cannone e una cassa, avvertendo poco prima della caduta. Apparivano su un balcone nella scena del villaggio, indicando in quale delle due strade i visitatori dovevano proseguire. Apparivano inoltre nella scena finale, quando Jason era finalmente riuscito ad affondare la barca dei visitatori. La coppia invitava infatti gli stessi a non avere paura e a seguirli. La loro proiezione si trasformava così in due fasci di fibre ottiche, che accompagnavano i visitatori risalendo fino alla stazione di imbarco, sani e salvi. Lungo il percorso dell'attrazione, degna di nota, era la figura del Pappagallo. Egli ironicamente avvertiva nelle varie scene gli ospiti dei pericoli, esaltava la figura del pirata fantasma e redarguiva l'incoscienza dei visitatori stessi nell'aver voluto esplorare quel mondo paranormale. 

### Trama Restyling 2018
La nuova trama aveva come protagonista un pirata fantasma (doppiato dall'attore Pietro Ubaldi) e della sua missione attua a trasformare in fantasmi coloro che senza temerlo avevano osato varcare le soglie di quel suo mondo sotterraneo. Nel finale il pirata avvertiva che i visitatori erano stati fortunati a uscirne salvi, ma che la volta successiva, non sarebbe andata così. 

## Stanze
L'attrazione è composta, escludendo l'area esterna, da "stanze" (in realtà veri e propri teatri, con un ingresso e una uscita, indipendenti l'una dall'altra).
Le stanze principali erano le seguenti:
| Nome della Stanza                 | Scena Rappresentata | Funzione       |
| --------------------------------- | --- | -------------- |
| Prigioni                          | Si trovano sotto la nave e le si raggiungevano scendendo le scale dentro al galeone. La scenografia rappresentava una prigione piratesca con delle sbarre e un fiume che la tagliava a metà (la stazione di imbarco). Questo prima della creazione del negozio di souvenir, che prese il posto delle stesse. | Sbarco-Imbarco |
| Spiaggia                          | Spiaggia con palme, granchi, e proiezione di Jason con la ciurma che spartivano il tesoro. Cercavano di attaccare i passeggeri, sparando contro le imbarcazioni. Un coccodrillo distraeva i pirati, permettendo così la fuga degli ospiti.                                                                   |                |
| Nave spezzata                     | Una nave, uscita da una tempesta, simulata nella scena precedente, si trovava così spezzata. Al suo interno Jason attaccava i visitatori gettandogli addosso una cassa e un cannone, ma il pubblico era stato avvertito poco prima da un'apparizione di Honorata e del Corsaro Nero.                         |                |
| La locanda e il Villaggio         | Villaggio abitato da pirati e locanda ospitante Jason e la sua ciurma, in cui raccontava come degli intrusi volevano rubare il tesoro, e di come avesse tentato di sparargli, tuttavia un coccodrillo lo aveva distratto ed erano fuggiti.                                                                   |                |
| Fogne                             | Nella scena delle fogne, degno di nota, vi era un effetto che raccoglie l'aspetto maniacale e estremamente dettagliato che l'attrazione prevedeva nei primissimi anni di apertura. Vi era infatti un piccolo topolino che, collegato a una serie di carrucole, nuotava nell'acqua.                           | Transizione    |
| Palude                            | Palude con mangrovie e serpenti. I rami degli alberi prendevano l'aspetto di serpenti che muovendosi sfioravano i visitatori. |                |
| Mostro Marino (Edge of the Earth) | La scena in cui Jason prendeva le sembianze di un mastodontico mostro marino, che fuoriusciva dall'acqua creando un vortice per far affondare la barca dei visitatori. |                |
| Grotta dei cristalli              | Nella scena si poteva vedere come la maledizione di Jason avrebbe colpito coloro che avrebbero osato toccare il suo tesoro. In enormi cristalli colorati apparivano infatti volti di persone pietrificate.                                                                                                   |                |
| La Grande Battaglia               | Un forte spagnolo era illuminato da una grande Luna. Sulla destra un mare aperto, dove, tra la nebbia, appariva l'enorme vascello fantasma di Jason, che attaccava il forte e le barche dei visitatori, riuscendo a farli affondare.                                                                         |                |
| Fondale                           | Dopo la battaglia le barche affondavano e si ritrovavano sul fondo del mare, ma all'uscita apparivano nuovamente Honorata e il Corsaro Nero, invitando gli ospiti a seguirli per mettersi finalmente in salvo.                                                                                               | Risalita       |

## Animal Treasure Island: Hunt For Gold
Animal Treasure Island: Hunt For Gold è una dark ride situata nel parco divertimenti Gardaland. Si tratta dell'attrazione che ha sostituito il colosso "I Corsari - La Vendetta del Fantasma" già "I Corsari". L'attrazione, mantiene il tema piratesco della versione originale, sostituendo la trama e i personaggi, più rivolti ad un pubblico family. Sono previsti ulteriori prodotti a tema Animal Treasure Island, tra cui una serie animata.

### Storia
I Corsari, mastodontica opera inaugurata nel 1992, dopo quattro anni di lavoro, ha ospitato effetti speciali estremamente all'avanguardia per l'epoca, molti dei quali sperimentali. Questo ha significato un enorme successo, ma anche una enorme difficoltà nel mantenerli attivi. Pezzi di ricambio introvabili, difficoltà nel raggiungere certi punti dell'attrazione, soprattutto a canali pieni d'acqua e invecchiamento precoce a causa delle condizioni esterne hanno portato l'attrazione a perdere in maniera molto celere questi effetti, che vista l'impossibilità di riparazione venivano semplicemente disattivati. Vari interventi sono stati effettuati nei suoi 32 anni di operatività, ma si è sempre trattato di interventi atti a rendere accettabile ciò che era possibile riparare. 

### Chiusura
La necessità di rendere l'attrazione a norma di legge, il ripristino degli effetti disattivati da anni, l'obsolescenza della maggior parte delle parti meccaniche e scenografiche hanno portato la dirigenza del parco, cogliendo l'occasione del cinquantesimo compleanno dello stesso, a presentare una nuova attrazione che avrebbe sostituito I Corsari. Dopo alcuni mesi di voci, l'attrazione chiude definitivamente il 18 agosto 2024, facendo partire alle ore 22:50 quattro barche (due coppie), ospitanti per metà alcuni appassionati che erano presenti per l'addio all'attrazione, per metà alcuni dipendenti e dirigenti del parco. Quel giorno molti effetti non erano più funzionanti, alcuni erano stati disattivati il pomeriggio stesso e non ripristinati. Alle ore 23:10 chiude definitivamente il portone d'uscita delle scale mobili.

### Il nuovo tema
Nei mesi invernali appare, nei siti pubblici dedicati, la registrazione di un marchio nominato "Animal Treasure Island" da parte di Merlin Entertainment e Gardaland S.r.L. oltre che domanda al comune di Castelnuovo D.G. di realizzazione di un faro marino scenografico nei pressi dell'area dell'attrazione. Ciò da il via a molte voci, nei forum dedicati ai parchi, sul nuovo tema dell'attrazione. Per molti mesi si è creduto che il tema avrebbe ripreso un quasi sconosciuto cartone animato TOEI con il medesimo nome, uscito negli anni 70 del secolo scorso. Il cartone animato, pur avendo come protagonisti animali pirata alla ricerca di un tesoro, non ha altre similitudini con l'attrazione gardesana, trattandosi effettivamente di un nuovo marchio originale depositato.

### I lavori
I lavori, iniziati immediatamente in agosto 2024, con la rimozione delle barche e lo smantellamento di vecchie scenografie o effetti, sono terminati una settimana prima dell'apertura dell'attrazione, nell'aprile 2025. Non solo l'attrazione in sé ha ricevuto il restyling, ma anche l'area ospitante, denominata "Villaggio Inglese", oltre che i ristoranti e i negozi presenti in essa.

### Trama
Nine Lives e la sua ciurma, i "Courageous" grazie alla bussola magica regalatale dal nonno, trovano la mappa di un tesoro, facendo infuriare Blackbear, che vorrebbe trovarlo per primo così da dominare i mari e seminare terrore. Inoltre si accorge della nostra presenza, e cerca grazie alla sua ciurma, i "Beastly Bandits" di attaccarci, gettandoci addosso una cassa e un cannone. Arrivati nella cittadina Nine Lives ci mostra il piano per la corsa all'oro, ma è costretta ad interrompersi e a nascondere la mappa quando nota che R. Savage (aka Rusty) si nasconde sotto una tenda per ascoltare il suo piano. R. Savage salirà sul balcone e comunicherà il piano a Luna, che ci attaccherà nel "Wolf Territory", dove riusciamo a fuggire. Blackbear è furioso, e lancia il suo ultimo avvertimento, dobbiamo stare lontani dalle sue grotte e dal suo nascondiglio. In silenzio, mentre Spike e R. Savage dormono, riusciamo ad attraversare l'accampamento dei Beastly Bandits, ma all'uscita si accorgono della nostra presenza, e incomincia la battaglia tra i Courageous e i Beastly Bandits. Con l'aiuto degli Inhabitants, vinceremo la battaglia, ma Spike, scagnozzo ubriacone e poco sveglio di Blackbear, tenta di chiuderci dentro alla grotta con una grossa roccia, ma riusciamo a fuggire. Troviamo finalmente il tesoro, assieme a Nine Lives e la sua ciurma, ma è una trappola. Due colpi di cannone fanno crollare la grotta e dobbiamo uscire in fretta. Nine Lives ci guida all'uscita, e, anche se non siamo riusciti a recuperare il tesoro questa volta, ci insegna che ogni avventura riserva delle sorprese, e uniti si possono affrontare qualsiasi tipo di avventure. 

### Riferimenti
Nonostante l'attrazione sia stata stravolta completamente, ci sono numerosi riferimenti al parco e all'attrazione originale, sparsi in giro per il Villaggio Inglese e l'attrazione stessa!